# Кортни Б. Ванс
Кортни Б. Ванс (на английски: Courtney Bernard Vance) (роден на 12 март 1960 г.) е американски актьор. Известен е с ролята си на прокурора Рон Карвър в сериала „Закон и ред: Умисъл за престъпление“.

## Личен живот
Женен е за Анджела Басет, с която се запознава през 1980 г. Имат момче и момиче близнаци – Слейтър Джозая Ванс и Бронуин Голдън Ванс, които са родени на 27 януари 2006 г.